# Thám tử K
Thám tử K: Bí mật góa phụ (tiếng Hàn: 조선명탐정: 각시투구꽃의 비밀; Romaja: Joseon Myeongtamjeong: Gakshituku Ggotui Bimil; McCune–Reischauer: Detective K: Secret of the Virtuous Widow) là một bộ phim trinh thám hành động hài hước của điện ảnh Hàn Quốc dựa trên bộ tiểu thuyết cùng tên của nhà văn Kim Tak-hwan. Phim là câu chuyện về cuộc phiêu lưu của Kim Jin, đệ nhất thần thám thời Joseon, do Kim Myung-min đóng vai chính. Đây là bộ phim ăn khách thứ 4 ở Hàn Quốc năm 2011.

## Sơ lược nội dung
Câu chuyện được kể vào năm 1793, 17 năm kể từ khi vua Jeongjo lên nắm quyền Joseon, một loạt các vụ giết người sau đó xảy ra tại thủ đô Joseon. Vua nghi ngờ rằng những vụ giết người đó là một phần âm mưu của một số đại thần trong triều để che đậy các vụ tham ô tai tiếng. Ông hạ lệnh cho một thần thám nổi tiếng dưới triều đại của mình " Thám Tử K " đích thân điều tra những vụ án này và tìm ra người đứng sau. Trong lúc điều tra thần thám K bị sát thủ đi theo ám sát và trong lúc đó ông được một người chuyên bán chó, Seo Pil cứu thoát. 
Cùng nhau, họ đi đến Jeokseong để tìm Ô đầu, tên loài hoa nắm giữ chiếc chìa khoá quan trọng của vụ án. Tại Jeokseong, họ gặp một bà chủ kinh doanh xinh đẹp, trưởng quầy Han, người đàn bà dường như có khá nhiều bí mật hơn là vẻ đẹp bên ngoài. Càng đào sâu tìm hiểu những bí mật, họ phát hiện ra những vụ giết người có liên quan đến một âm mưu nghiêm trọng có thể làm rung chuyển cả đất nước Joseon...

## Diễn viên
- Kim Myung-min – Thần thám Kim Jin
- Han Ji-min – Trưởng quầy Han Kaek-ju/Góa phụ Lee Ah-young
- Oh Dal-su – Han Seo-pil
- Lee Jae-yong – Đặc sứ Im
- Woo Hyeon – Ngài Bang
- Ye Soo-jung – Phu nhân Im
- Choi Moo-sung – Đạo sĩ
- Jung In-gi – Phán quan
- Lee Seol-gu – Đầy tớ 4
- Choi Jae-sup – Lee Bang
- Moon Kyung-min – Ông thợ rèn
- Kim Tae-hun – Im Geo-sun
- Nam Sung-jin – Vua Jeongjo

## Đón nhận
Bộ phim đã được phát hành tại Hàn Quốc vào ngày 27 tháng 1 năm 2011. Nó đã được công chiếu tại 10 thành phố ở Mỹ và Canada tháng 3 năm 2011, bao gồm Los Angeles, San Francisco, Atlanta, Seattle, Chicago, Dallas, Hawaii và Vancouver. Phim cũng đã được chiếu ở các nước như Australia, Trung Quốc, Đài Loan, Thái Lan, Đức, Áo, Thụy Sĩ, và trình chiếu tại Liên hoan phim quốc tế ở Hawaii. Tại Việt Nam, Thám tử K của điện ảnh Hàn Quốc được khởi chiếu ngày 27 tháng 5 năm 2011.

## Thông tin bên lề
Phần tiếp theo của bộ phim đã được lên kế hoạch phát hành vào tháng 2 năm 2015. Kim Myung-min và Oh Dal-su tiếp tục đảm nhiệm vai diễn thám tử K và chủ quản Han cùng với sự góp mặt của Lee Yeon-hee.